# 2063
Évszázadok: 20. század – 21. század – 22. század
Évtizedek: 2010-es évek – 2020-as évek – 2030-as évek – 2040-es évek – 2050-es évek – 2060-as évek – 2070-es évek – 2080-as évek – 2090-es évek – 2100-as évek – 2110-es évek
Évek: 2058 – 2059 – 2060 – 2061 –  2062 – 2063 – 2064 – 2065 – 2066 – 2067 – 2068
2063-as év (MMLXIII) a Gergely-naptár szerint hétfői nappal kezdődik.

## Várható események
- November 22.: John F. Kennedy amerikai elnök meggyilkolásának 100. évfordulója.[1]
- Február 28. – A Csendes-óceán déli részén és Indonéziában látható gyűrűs napfogyatkozás.[2]
- Augusztus 24. – Kínában, Japánban és a csendes-óceáni térségben látható teljes napfogyatkozás.[3]

## Képzeletbeli események
- A Star Trek: Kapcsolatfelvétel című film eseményei.[4] A Star Trek univerzumban 2063-ban történt az első hivatalos kapcsolatfelvétel más fajokkal.
- Az Űrháború 2063 című film eseményei.[5]